# Shida Kartli
Shida Kartli (tiếng Gruzia: შიდა ქართლი) là một khu vực (Mkhare) ở Gruzia, giáp biên giới với nước cộng hòa tự trị Bắc Ossetia-Alania của Nga. Nó bao gồm các huyện: Gori, Kaspi, Kareli, Java, Khashuri.
Phần phía bắc của khu vực, cụ thể là Java, và vùng lãnh thổ phía bắc của Kareli và Gori, (tổng diện tích 1.393 km ²) được kiểm soát bởi chính quyền của nước cộng hòa tự xưng Nam Ossetia từ năm 1992.